# Endemol Shine Polska

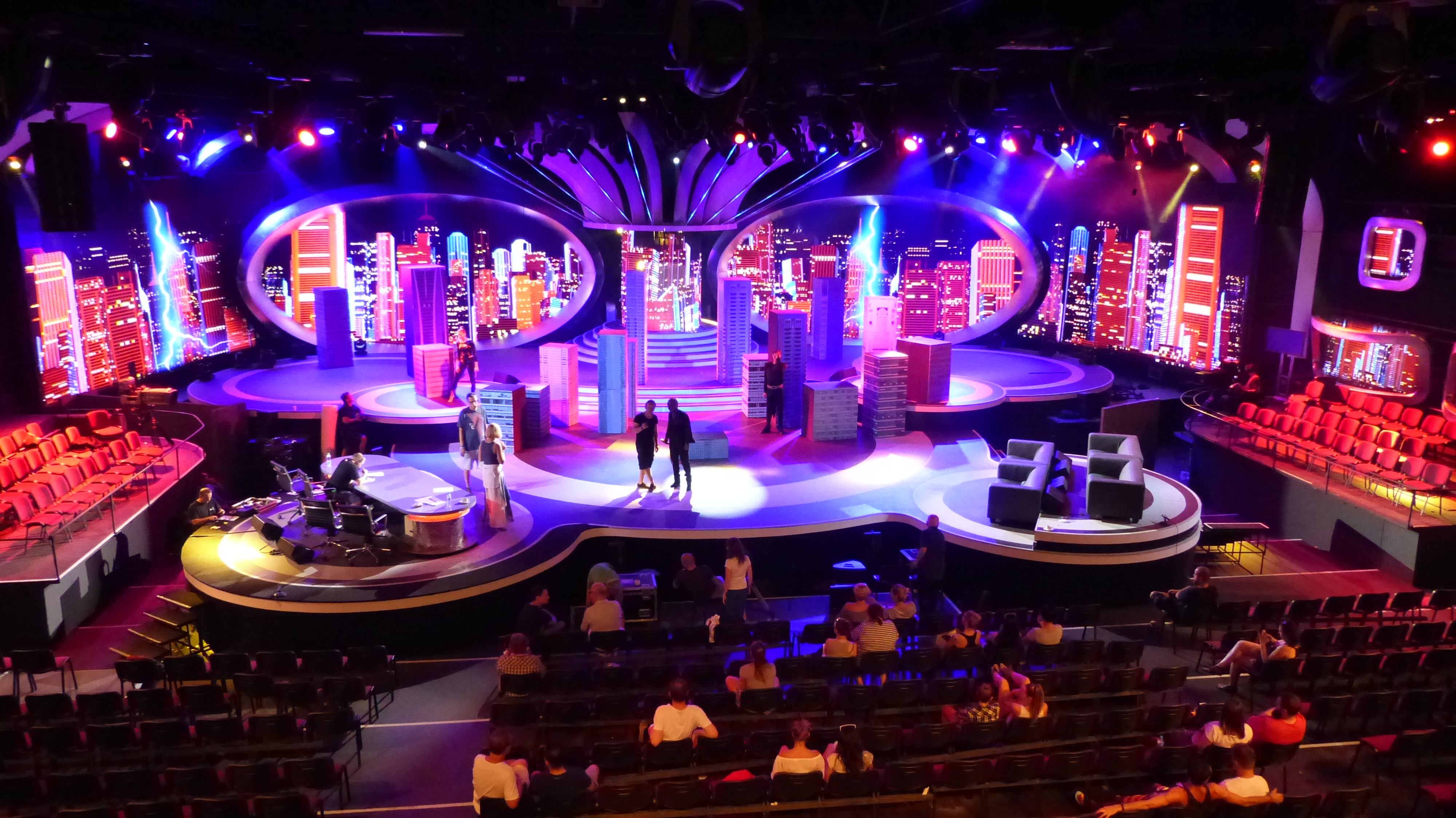
Ekipa Endemol Shine Polska na planie programu Twoja twarz brzmi znajomo

Endemol Shine Polska Sp. z o.o. – polskie przedsiębiorstwo produkujące programy telewizyjne, oddział Banijay Group.
W globalnej bibliotece spółki znajduje się ponad 600 formatów. W Polsce z tego katalogu produkowane są między innymi: show Twoja twarz brzmi znajomo (Polsat), Dzieciaki górą! (TVP2), Tak to leciało, (TVP2), Big Brother (TVN7), teleturnieje Postaw na milion (TVP1), The Wall. Wygraj marzenia (TVP2), MasterChef (TVN), You Can Dance – Po prostu tańcz (TVN), Must Be the Music. Tylko muzyka (Polsat), Żony Hollywood (TVN), seriale Krew z krwi (Canal+) oraz Skazane (Polsat), a także serie dokumentalne Gwiazdy w karetce (TLC), Młodzi lekarze (TVP1).

## Historia spółki
Spółka Endemol Polska powstała w 1997 roku jako wspólne przedsięwzięcie Grupy ITI i Endemol BV pod nazwą Endemol-Neovision, jednej z czołowych światowych firm zajmujących się produkcją programów telewizyjnych. W tym samym roku rozpoczęły się prace nad pierwszą produkcją – Mini Playback Show realizowany dla TVN.
Do 2005 roku spółka działała pod nazwą Endemol-Neovision. W listopadzie 2005 roku Endemol odkupił udziały od ITI. Tym samym w posiadaniu Endemola znalazło się 100% udziałów, a spółka zmieniła nazwę na Endemol Polska.
Po fuzji podmiotów należących do Apollo Global Investment i 21st Century Fox, polski oddział Endemola zmienił nazwę na Endemol Shine Polska.
Spółka jest obecnie jednym z największych niezależnych producentów programów telewizyjnych w Polsce specjalizującym się w programach rozrywkowych. Wśród programów produkowanych przez spółkę znajdują się obecnie takie formaty jak Twoja twarz brzmi znajomo (Polsat) czy Postaw na milion (TVP2). Endemol produkował m.in. dla Polsatu, TVP, TVN, TV4, Canal+ czy TLC.
Spółka ma siedzibę w Warszawie. Zatrudnia ok. 50 osób.

## Produkcje
Polski oddział przedsiębiorstwa zrealizował wiele programów rozrywkowych: teleturniejów, reality show, talent show, programów dla dzieci, animacji, komedii i dramatów – głównie dla największych polskich nadawców telewizyjnych.
Programy rozrywkowe
- Grasz czy nie grasz (Polsat)
- Twoja twarz brzmi znajomo (Polsat)
- Mini Playback Show (TVN)[4]
- Zostań gwiazdą (TVN)[4]
- Lego Masters (TVN)
- Dzień kangura (Polsat)
- Gwiezdny cyrk (Polsat)
- The Brain. Genialny umysł (Polsat)
- SmaczneGO! (TVP)
- Gotowi na ślub (TVP)
- Chłopaki z taśmy (TV4)
- Polski turniej wypieków (TLC)
- MasterChef (TVN)
- MasterChef Junior (TVN)
- Wipeout – Wymiatacze (TVN)
- You Can Dance. Nowa generacja (TVP)
- Postaw na milion (TVP)
- Tylko Ty! (TVP)
- Eureko, ja to wiem! (Polsat, TV4)
- Milionerzy (TVN, 1999–2003)[4]
- Grasz czy nie grasz (Polsat)
- Dzieciaki górą! (TVP)
- To było grane (TVN)
- Tele Gra (TVN)
- Zwariowana forsa (TVN)
- The Wall. Wygraj marzenia (TVP)
- Big Music Quiz (TVP)
- Gorączka złota (we współpracy z Pearson Television) (TVN)
- Następny, proszę! (TV Puls)
- Tak to leciało! (TVP, od 2022)
- Big Brother (TVN i TVN7, edycje 1–3[4] i 6–7)
- Hot or Not (Viva Polska)
- Jestem jaki jestem (TVN)[4]
- Kawaler do wzięcia (TVN)
- Fear Factor – Nieustraszeni (Polsat)[4]
- Miasto marzeń (TVP)[5]
- Tylko jeden (Polsat)
- Fort Boyard Polska (Viaplay, 2021–2022)
- Tylko miłość (TVN)[4]

Seriale
- Skazane (Polsat)
- Rysa (ipla)
- Krew z krwi (TVP)
- Miłość na bogato (Viva Polska)
- Miłość w rytmie disco (Polo TV)
- Klub szalonych dziewic (TVN)
- Wiadomości z drugiej ręki (TVP)

Programy dokumentalne
- Gwiazdy w karetce
- Młodzi lekarze
- In vitro – czekając na dziecko
- In vitro – 9 miesięcy później
- Polscy szpiedzy (Canal+ Discovery)[6]

Programy publicystyczne
- Co z tą Polską? (Polsat)

Inne
- Studio Lotto (TVP Info, 2010–2014)